# Антон Легар
Барон Антон фон Легар (нім. Anton Lehár, угор. Lehár Antal, 21 лютого 1876, м. Шопрон, Угорщина — 12 листопада 1962, м. Відень, Австрія) — барон, австро-угорський, український та угорський військовий діяч, перший командир бойової групи «Наварія» Української Галицької Армії. Брат композитора Франца Легара.

## Життєпис
Народився 21 лютого 1876 в угорському місті Шопрон в родині полкового капельмейстера 50-го піхотного полку Австро-угорської армії.
У 1893 закінчив піхотну кадетську школу у Відні і з 1894 починає службу в ранзі лейтенанта. Згодом служить у Генеральному штабі.
В Першу світову війну командує 2 батальйоном 13-го піхотного полку. А потім до кінця війни очолює 106-й піхотний полк.
З грудня 1918 вступає на службу в Українську Галицьку Армію, стає першим командиром бойової групи «Наварія». Звернувся до уряду ЗУНР із пропозицією залучити на службу до УГА сімох високопрофесійних австрійських генералів, послуги котрих обійдуться державній скарбниці у 2,5 мільйони корон, а навзамін він гарантує радикальне поліпшення ситуації на фронтах та відбиття у поляків Львова. Однак, не зважаючи на підтримку посла ЗУНР у Відні барона Миколи Василька та схвальне ставлення президента Євгена Петрушевича не вдалось реалізувати цей проект.
Антон Легар виступив категорично проти швидкого і непідготовленого наступу на Львів, а запропонував дати війську відпочинок, перегрупувати сили та розпочати наступ. Через неприйняття його плану подав у відставку та виїхав до Угорщинни.
В Угорщині очолював війська Західної Угорщини, які боролись за повернення імператора Карла I на угорський престол. Після поразки монархістів емігрував у Німеччину, проживав у Берліні. Після приходу нацистів до влади виїхав до Австрії.

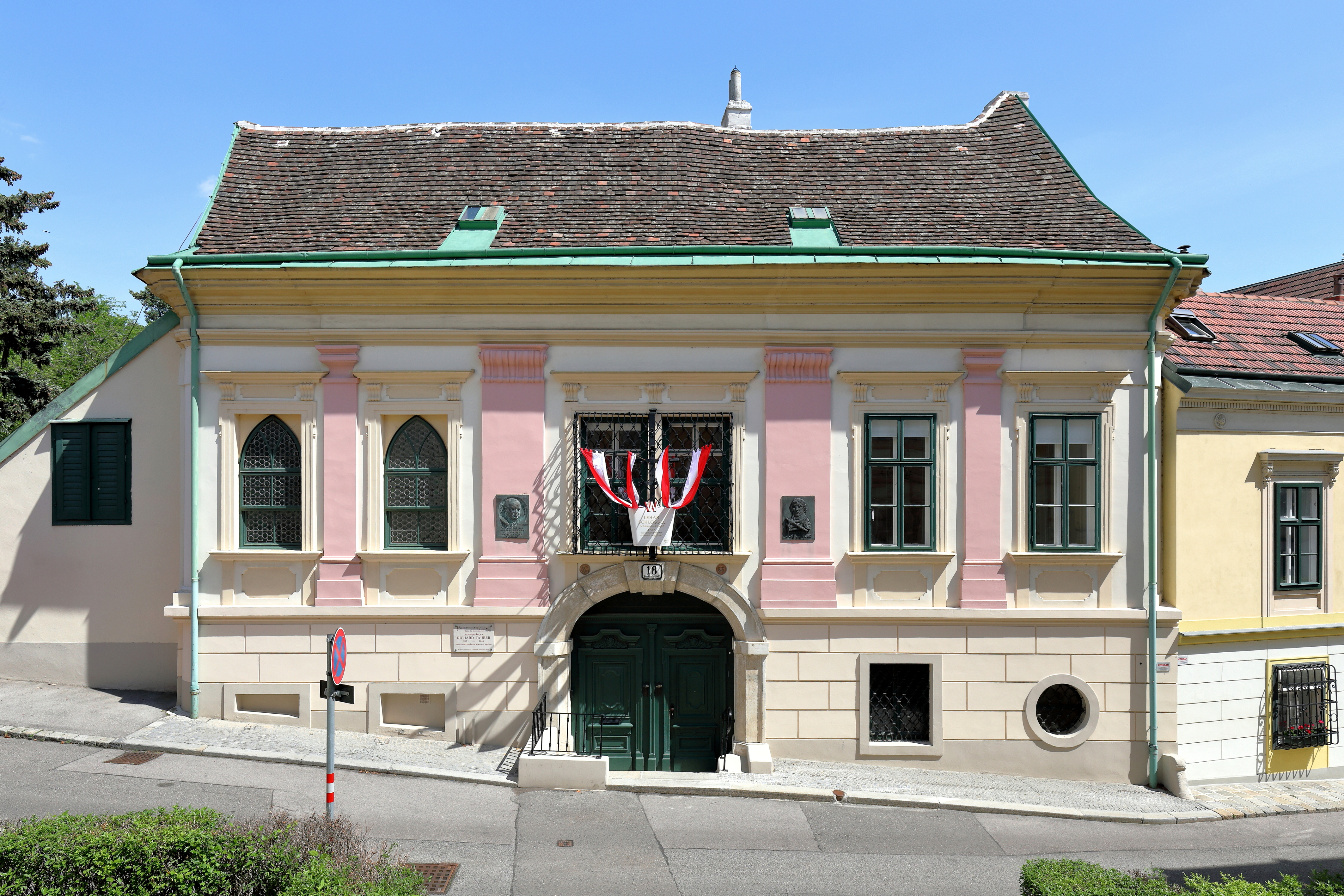
Замок Легар-Шиканелер.

До кінця життя проживав у Відні, в своєму замку Легар-Шиканедер, де і помер 12 листопада 1962 року.

## Нагороди
- Ювілейна пам'ятна медаль 1898
- Ювілейний хрест
- Хрест «За військові заслуги» (Австро-Угорщина) 3-го класу з військовою відзнакою (квітень 1909)
- Почесний сертифікат військового міністерства (жовтень 1909)
- Орден Зірки Румунії, офіцерський хрест (серпень 1911)
- Медаль «За військові заслуги» (Австро-Угорщина) в бронзі (квітень 1913)
- Орден «Османіє» 4-го класу (квітень 1913)
- Орден Залізної Корони 3-го класу з військовою відзнакою (жовтень 1914)
- Залізний хрест 2-го класу (Королівство Пруссія; жовтень 1915)
- Велика золота медаль «За хоробрість» (Австро-Угорщина) для офіцерів (травень 1918)
- Військовий орден Марії Терезії, лицарський хрест (17 серпня 1918)
- Пам'ятна військова медаль (Австрія) з мечами
- Почесний хрест ветерана війни з мечами

## Вшанування пам'яті
В 2011 році випуск Терезіанської академії був названий «Випуск барона фон Легара».

## Галерея

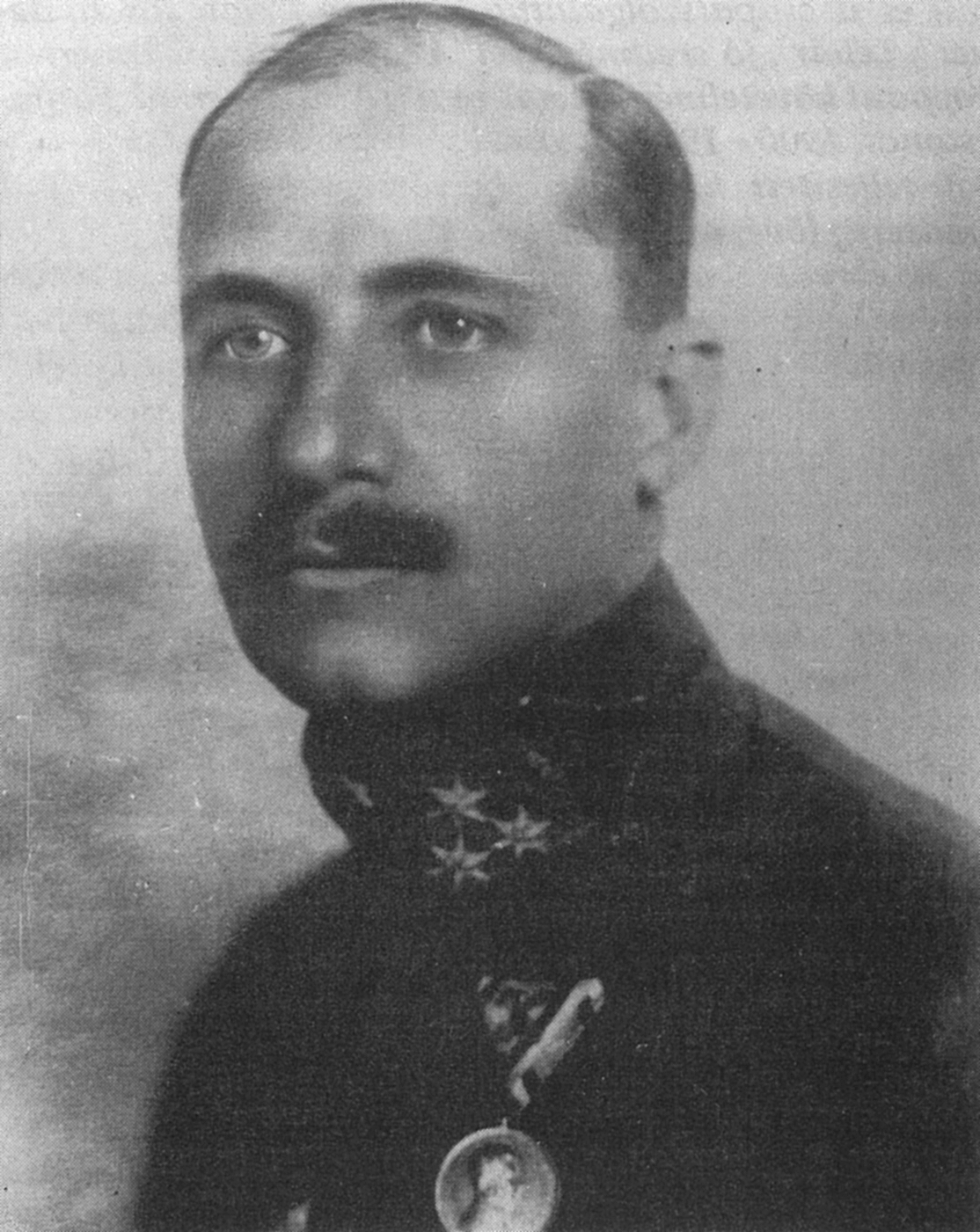
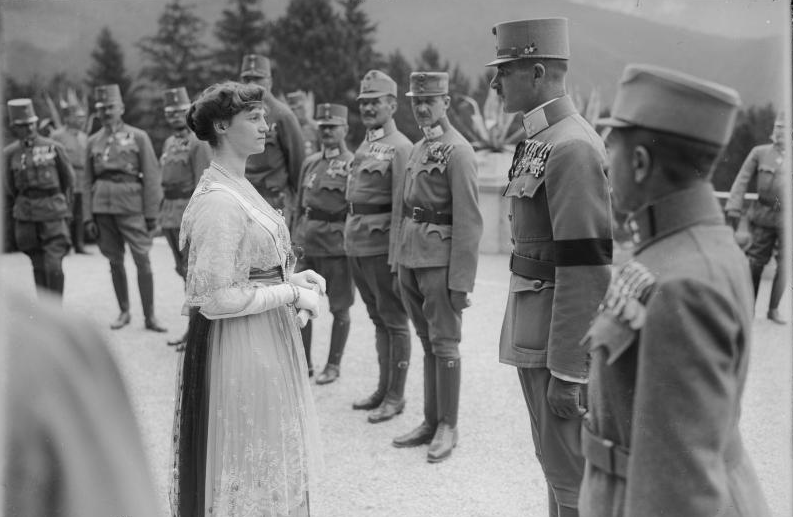
Імператриця Зіта вручає ордени Марії-Терезії. Легар — третій праворуч (Вілла Вартгольц; 17 серпня 1918).
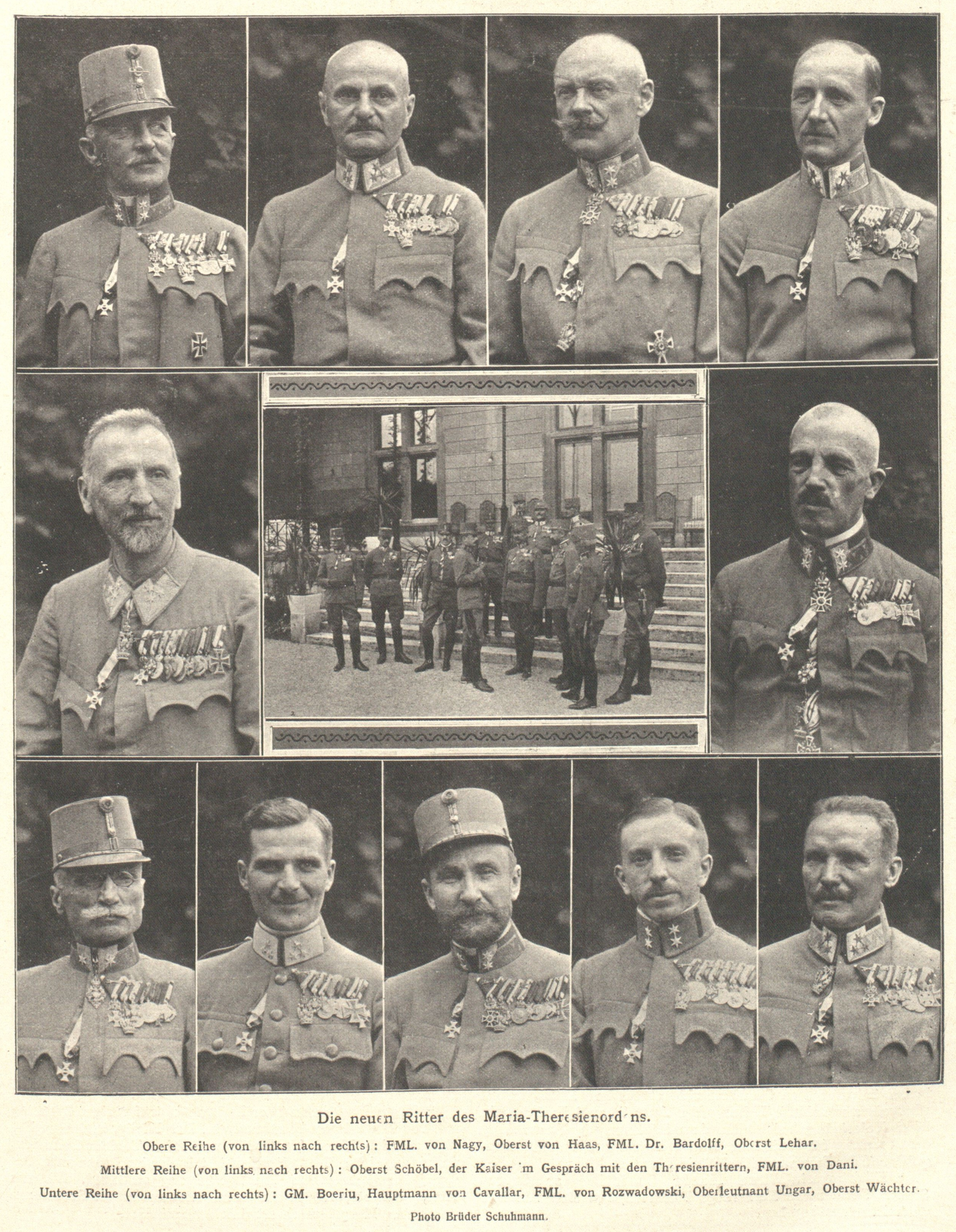
Кавалери лицарського хреста Військового ордена Марії-Терезії, нагороджені 17 серпня 1918 року. Легар — в правому верхньому куті.
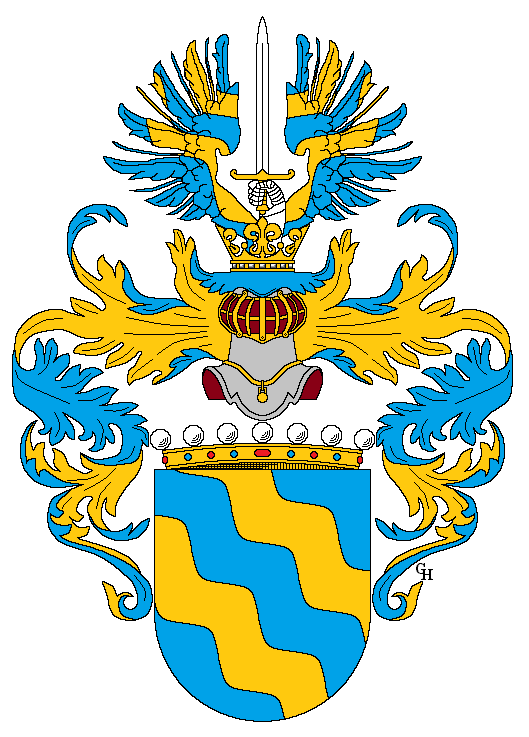
Баронський герб Лончара.
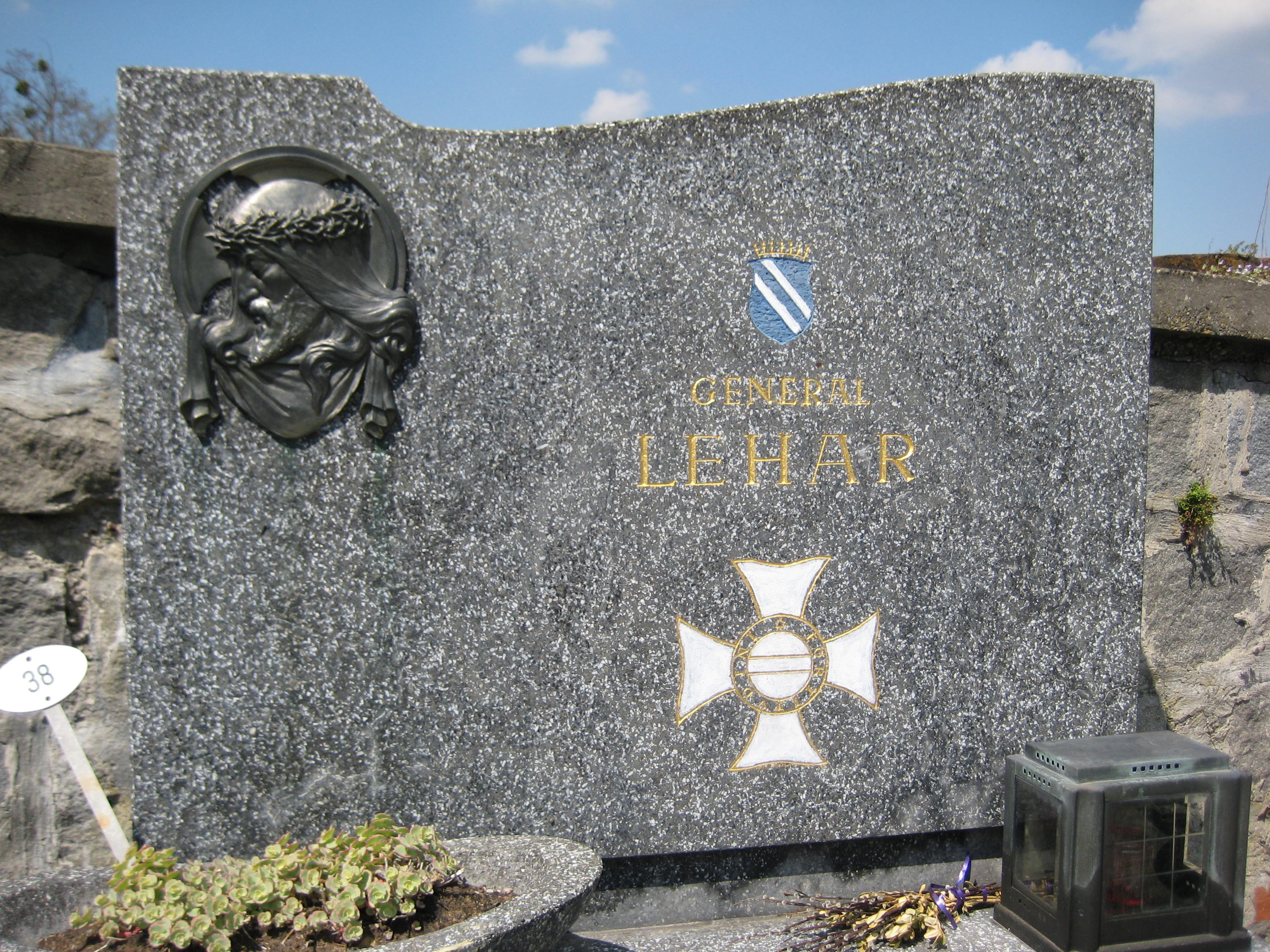
Могила Легара.